# Pedro e Inês
Pedro e Inês (portugiesisch für: Pedro und Ines) ist ein Filmdrama des portugiesischen Regisseurs, Drehbuchautors und Produzenten António Ferreira aus dem Jahr 2018.
Es ist eine Literaturverfilmung von Rosa Lobato Farias Roman A Trança de Inês aus dem Jahr 2001, der auf der tragisch geendeten, historisch belegten Liebesbeziehung zwischen Inês de Castro und dem späteren König D. Pedro I. aus dem 14. Jh. beruht. Sie ist im öffentlichen Gedächtnis Portugals tief verankert und ist in vielen portugiesisch- und spanischsprachigen Ländern bekannt.

## Handlung
Pedro ist in eine psychiatrische Klinik eingewiesen worden, nachdem man ihn in seinem Auto aufgegriffen hat, in dessen Kofferraum er die Leiche seiner Verlobten Inês herum fuhr. Dort geht er in Gedanken seine drei Leben in unterschiedlichen Epochen und sozialen Zugehörigkeiten durch, ohne einen Sinn für Vergangenheit oder Zukunft zu haben, sondern immer nur in der jeweiligen Gegenwart zu leiden.
So sitzt er auf Sitzbänken im Park des Klinikums oder liegt schmerzversunken oder medikamentös ruhiggestellt auf seinem Krankenbett. Er erinnert sich dabei an die Zusammentreffen mit seiner geliebten Inês, die danach in jedem der drei Leben zwischen Vorgeschichte und Zukunft brutal den Interessen der Macht geopfert wird. Immer wird er danach von einem ausgeglichenen Zeitgenossen zu einem vor Wut verrückten Mann, der nur noch nach Gerechtigkeit und Rache dürstet.

## Produktion und Rezeption
Der Film wurde ab dem 20. Juni 2017 an verschiedenen Orten in Portugal gedreht, darunter die Burg von Montemor-o-Velho, in der am 6. Januar 1355 König Afonso IV. die tragische Entscheidung traf, Inês de Castro umbringen zu lassen.
Pedro e Inês ist eine Koproduktion der Filmproduktionsgesellschaften Persona Non Grata Pictures (Portugal), MPM Film (Frankreich), Refinaria Filmes (Brasilien) und Diálogos Atómicos (Portugal), und den assoziierten Produktionsfirmen Riot Films (Portugal) und Viagem Medieval (Portugal). Finanzielle Unterstützung erhielt die Produktion durch die Filmförderungsanstalten ICA (Portugal), CNC (Frankreich), ANCINE (Brasilien), Ibermedia (Spanien und Portugal) und Creative Europe MEDIA (Europa), dazu beteiligte sich der portugiesische öffentlich-rechtliche Fernsehsender RTP.
Seine Weltpremiere feierte der Film am 25. August 2018 beim Montreal World Film Festival. Er lief danach auf einer Reihe weiterer internationaler Filmfestivals, darunter die Mostra Internacional de Cinema de São Paulo, das Festival do Rio (beide Brasilien 2018), das Chicago Latino Film Festival (2019) und das Filmfest Hamburg (2019), u. a.
Seinen Kinostart hatte der Film in Portugal am 18. Oktober 2018 und zog danach 48.900 Zuschauer an. Damit war er der kassenstärkste portugiesische Film des Jahres und rangiert unter den erfolgreichsten portugiesischen Filmen (1/2004–1/2023). Er lief auch in Brasilien und anderen lateinamerikanischen Ländern in den Kinos an.
Danach wurde er von NOS Lusomundo in Portugal als DVD veröffentlicht.
Am 8. Juni 2020 wurde er erstmals im portugiesischen Fernsehen gezeigt, im öffentlich-rechtlichen Sender RTP1, wo er am 5. Juni 2021 wiederholt wurde.